# Biliaivka
Biliaivka (en ucraniano: Біляївка) es una ciudad ucraniana perteneciente al óblast de Odesa. Situada en el suroeste del país, es parte del raión de Odesa y del municipio (hromada) de homónimo.

## Toponimia
El nombre del asentamiento en ruso es Beliaevka (en ruso: Беляевка). 

## Geografía
Biliaivka se encuentra en el margen izquierda del río Turunchuk, parte del limán del Dniéster, 40 km al oeste de Odesa. El lago Safiani se encuentra cerca de la ciudad.

## Historia
El lugar poblado fue fundado a finales del siglo XVIII por los cosacos de Zaporiyia después de la eliminación del Sich de Zaporiyia. El pueblo llamado Jolovkivka fue mencionado por primera vez en 1792, en honor al cosaco Antín Jolovati (el nombre actuar procede de Sídir Bili, que murió durante el asedio de Ochákiv en 1789). Los colonos de la gobernación de Poltava se trasladaron aquí en 1794. 
El pueblo comenzó a ser un centro de vólost en el uyezd de Odesa en 1886 y aquí estaba el cruce del río Turunchuk.
En mayo de 1919, el levantamiento antibolchevique de Grigoryiv se extendió al pueblo. Y ya dos meses después, Biliaivka se convirtió en el centro de otro levantamiento antibolchevique provocado por la distribución de alimentos y la movilización forzada en el Ejército Rojo.
El 2 de enero de 1957, el complejo cuenta con acceso a la condición de asentamiento de tipo urbano y se convierte en la ciudad de Biliaivka en 1975. El 28 de enero de 2016, Biliaivka ganó el estatus de ciudad de importancia regional.
Hasta el 18 de julio de 2020, Biliaivka era el centro del raión de Biliaivka. El raión fue abolido en julio de 2020 como parte de la reforma administrativa de Ucrania, que redujo el número de raiones del óblast de Odesa a siete. El área del raión de Biliaivka se fusionó con el raión de Odesa.

## Demografía
La evolución de la población de Biliaivka entre 1857 y 2022 fue la siguiente:
| 1067                                                          | 2917 | 8724 | 11 804 | 12 850 | 13 866 | 14 294 | 12 213 | 12 052 | 12 047 | 12 497 | 12 355 |
| (Fuente: Cities & Towns of Ukraine y UKRAINE: Größere Städte) |      |      |        |        |        |        |        |        |        |        |        |

Según el censo de 2001, la lengua materna de la mayoría de los habitantes, el 82,97%, es el ucraniano; y del 14,45% es el ruso.

## Infraestructura

### Transporte
Biliaivka está conectada con Odesa por la autopista E87.

## Galería

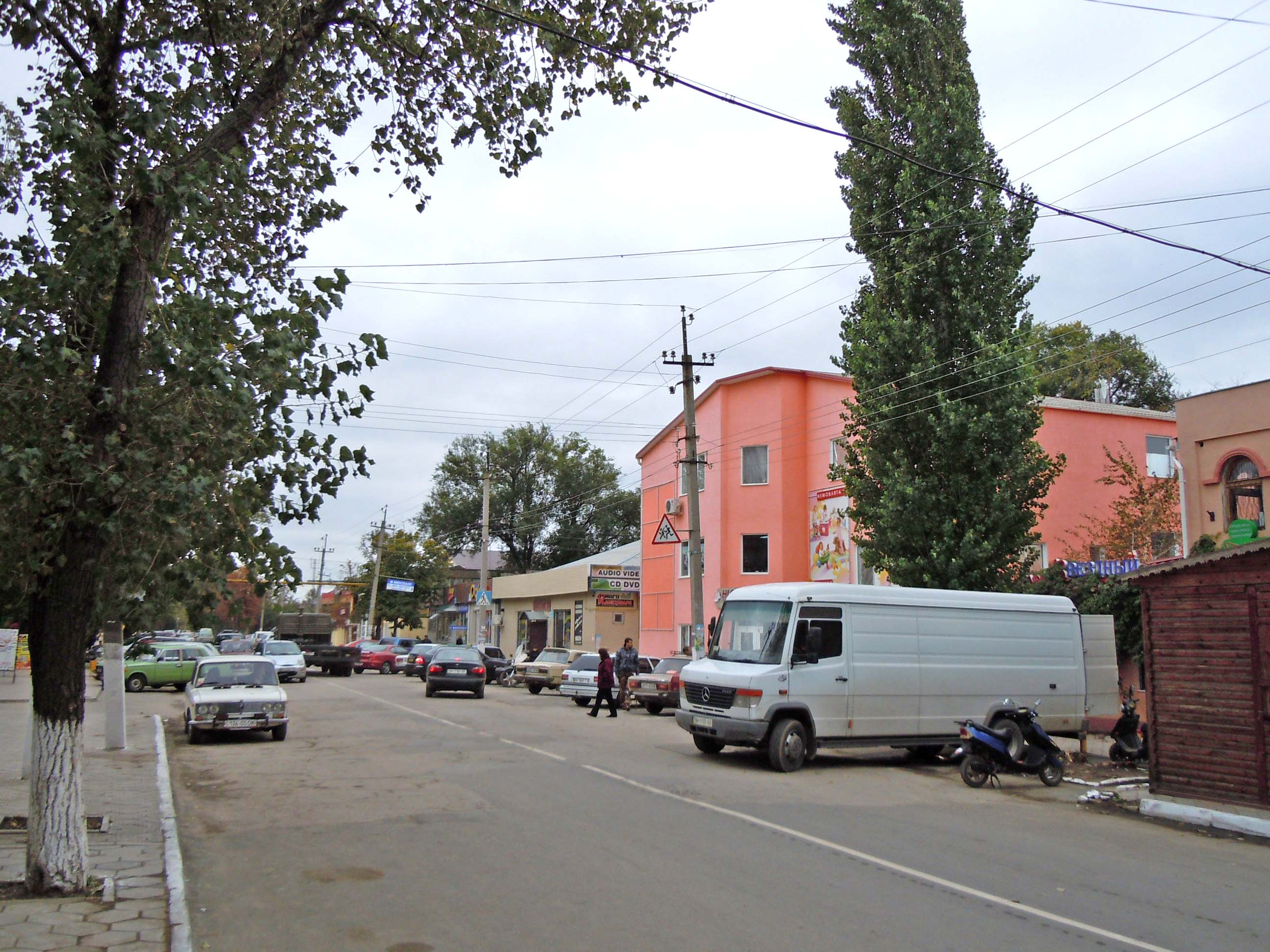
Centro de Biliaivka
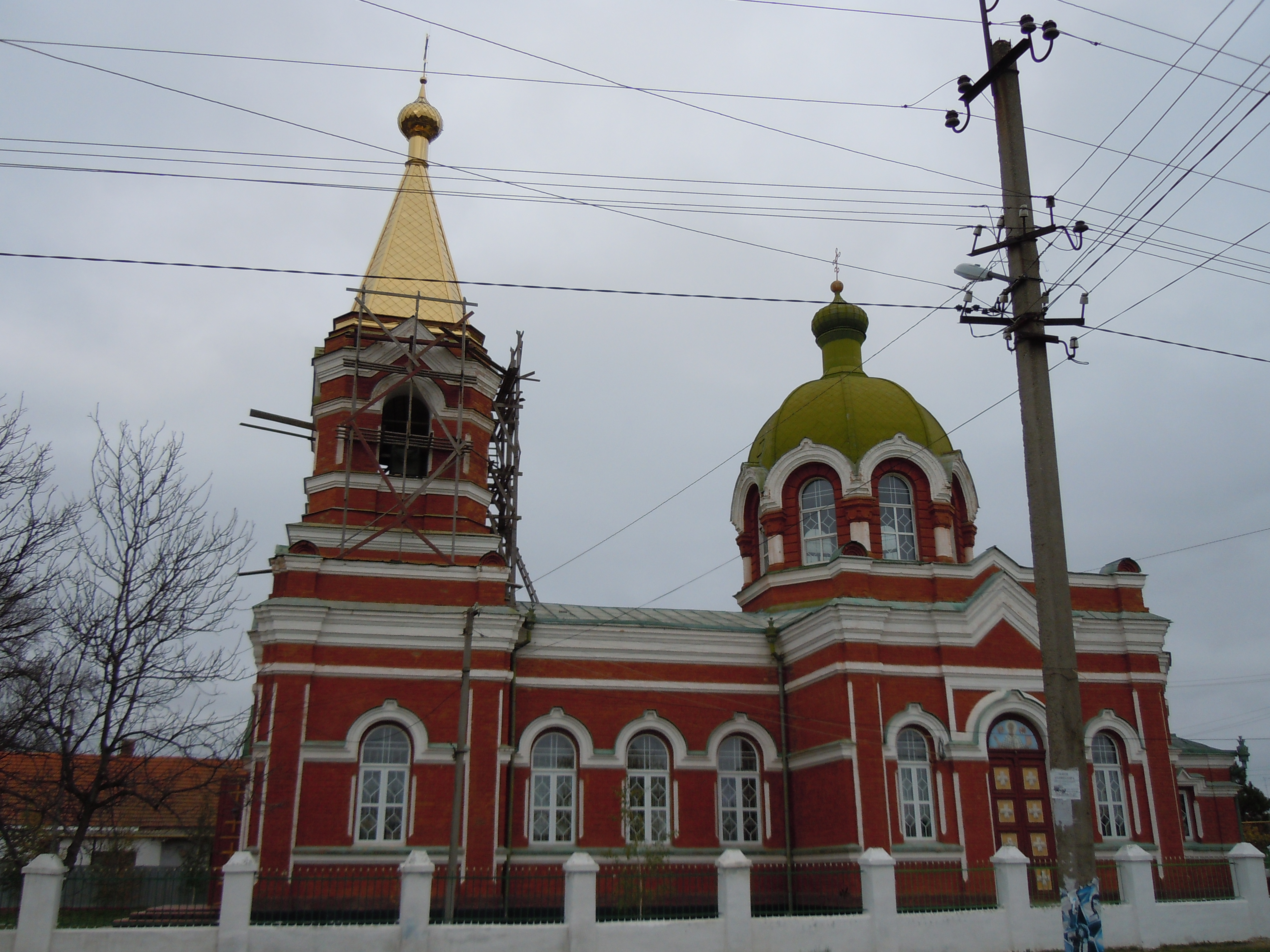
Iglesia roja de Biliaivka
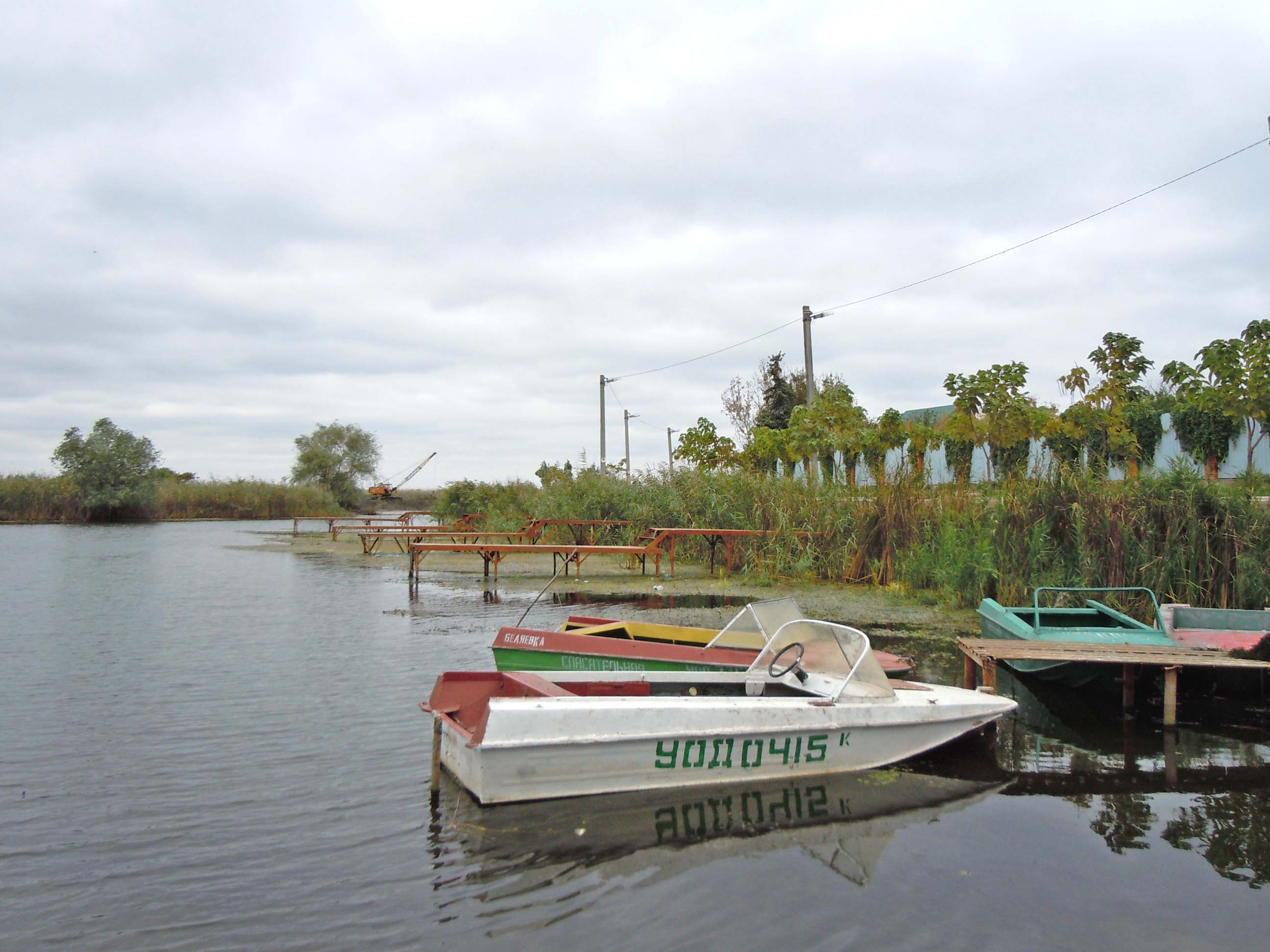
Muelle local